# Karl Reimer

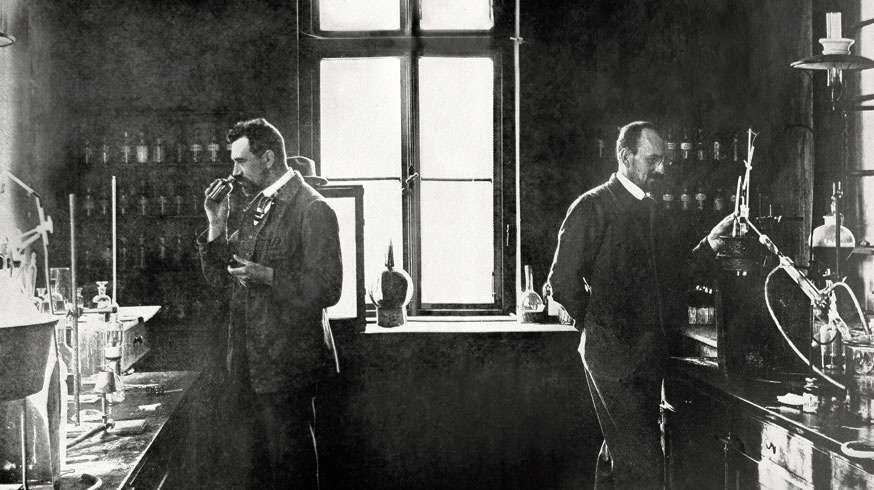
K. Reimer in laboratorio (a sx) nel 1878

Karl Ludwig Reimer (Lipsia, 25 dicembre 1845 – Berlino, 15 gennaio 1883) è stato un chimico tedesco.

## Biografia
Reimer nasce nel 1845 figlio del libraio Karl August Reimer (1801–1858) a Lipsia. Il padre nel 1854 sposta la casa editrice Weidmannsche Buchhandlung da Lipsia a Berlino. Dopo la morte del padre Karl Reimer ottiene il diploma al Friedrichs-Gymnasium Berlin nel 1865. Studia alla Universität Göttingen e alla Universität Greifswald, studi interrotti dalla Guerra austro-prussiana del 1866. 
La guerra porta con se il tifo (zoonosi) e come chimico lo studiò a Greifswald, poi alla Universität Heidelberg e a Berlino. 
Alla Friedrich-Wilhelms-Universität Berlin inizia la dissertazione con A. W. v. Hofmann su uno studio di Eduard Linnemann e il 22 marzo 1869 diventa membro della Deutsche Chemische Gesellschaft di Berlino. 
La Guerra franco-prussiana del 1870/71 determina un avanzamento della ricerca.
Reimer nel luglio 1871 con A. W. v. Hofmann presenta la ricerca „Ueber einige Derivate des Gährungsbutylalkohols“.
Entrerà come collaboratore di Theodor Hartig alla Königl. Forstakademie Eberswalde e di A. W. v. Hofmann all'università. 
Reimer entrerà anche nella Berliner Chemische Fabrik di C. A. F. Kahlbaum sita in Schlesischen Straße a Berlino.
All'inizio del 1875, alla morte di Theodor Goldschmidt, diventerà direttore della Fabrik für Zinn-Präparate.
Nell'estate 1874 i chimici Ferdinand Tiemann con Wilhelm Haarmann fondano la "Haarmann's Vanillinfabrik" a Holzminden.
Dopo che Haarmann lasciò l'azienda, Tiemann e Karl Reimer collaborarono per la risoluzione di problemi di ossidazione della  Coniferina, per la produzione di Vanillina.

## Reazione di Reimer
Alla fine del 1875 Reiner scopre un nuovo metodo di sintesi degli aldeidi attraverso la reazione di soluzione acquosa di fenoli e cloroformio (Reimer’sche Reaktion).
Karl Reimer rinuncia all'approfondimento della nuova reazione con F. Tiemann e ritorna al lavoro con Tiemann nel 1876 come collaboratore alla fabbrica di Vanillina di Haarmann. La „Reimer'sche Reaktion“ permette la produzione di Vanillina in modo economico con la reazione di guaiacolo e cloroformio. Pubblicarono la scoperta della "Reimers Reaktion" come reazione di Reimer-Tiemann. 
La Vanillin-Fabrik di Tiemann, Haarmann e Reimer diventerà nel 1876 la Haarmann & Reimer.
Nel 1881 Reimer si ammala e morirà nel gennaio 1883.